# Mapleshade Records
Mapleshade Records is een Amerikaans jazz-platenlabel. 
Het werd in 1990 opgericht door Pierre Sprey, voorheen werkzaam bij het Pentagon, waar hij onder meer de A-10- en F-16-gevechtsvliegtuigen hielp ontwerpen. Het label is gevestigd in Upper Marlboro en kreeg in 1994 een zusterlabel, Wildchild Records. Het label brengt naast jazz ook onder meer blues, klassieke muziek, wereldmuziek en gospel uit. 
Sprey heeft zijn opname-apparatuur zelf ontworpen. Sinds de jaren zeventig was hij actief in het opnemen van jazz in clubs in New York. In 1986 begon hij een opnamestudio, Mapleshade Studio: zijn eerste opnamen waren van zijn vriendin Shirley Horn. 
Bij Mapleshade zijn onder meer de volgende musici uitgebracht: Gary Nartz, Frank Foster, Clifford Jordan, Bob Northern, Norris Turney, Harold Ashby, John Hicks.